# مزون لفیت
شهر مِزون لَفیت (به فرانسوی: Maisons-Laffitte) در شهرستان ایولین در ناحیه ایل-دو-فرانس با جمعیت ۲۲٬۵۶۶ نفر در کشور فرانسه واقع شده است.